# Agriculture dans l'Égypte antique

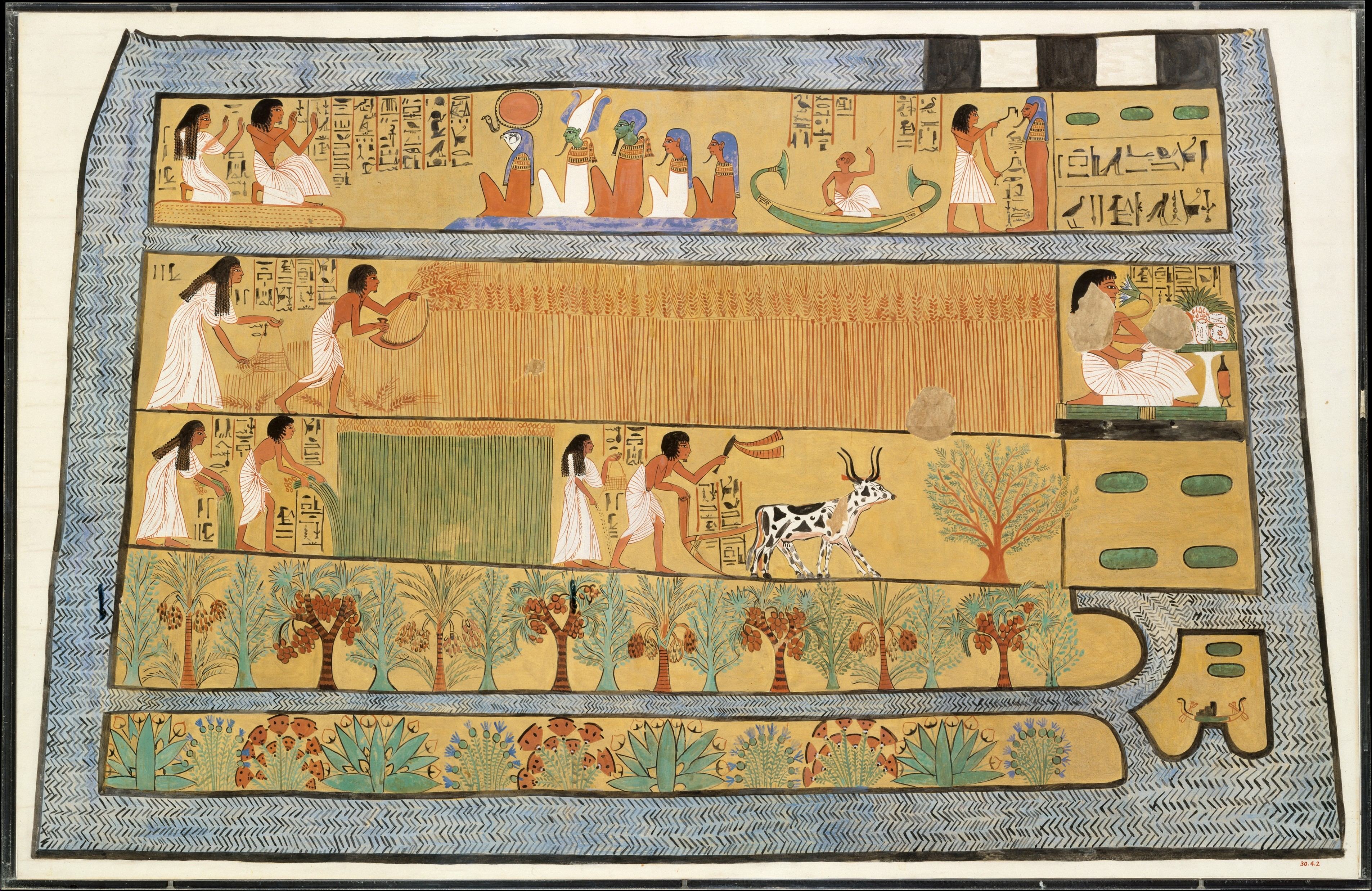
Une fresque de la tombe de Sennedjem illustrant l'agriculture dans l'Égypte antique dans les champs d'Ialou : au-dessus d'un canal bordé de palmiers à dattes, scènes de récolte à la faucille de l'orge et du lin, de semailles et de labourage avec une araire.

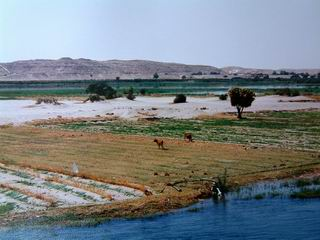
Champs sur les bords du Nil

Il existe un étonnant paradoxe entre l'image que les Égyptiens de l'Antiquité avaient de leur agriculture et l'image qu'en avaient les visiteurs étrangers. Ainsi, alors que les scribes dépeignent le métier d'agriculteur comme le plus harassant et ingrat des travaux manuels, les voyageurs grecs comme Hérodote et Diodore de Sicile s'extasiaient devant cette terre où les plantes semblaient pousser sans grand effort.

## Le Nil

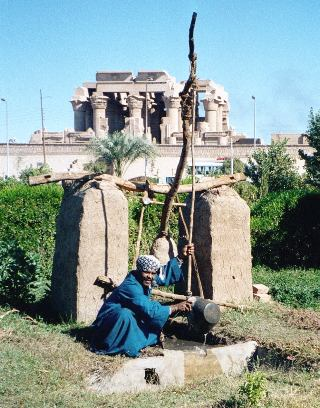
Chadouf.

À partir de 3500 ans avant notre ère, le climat devient plus aride et l'agriculture de l'Égypte antique devient dépendante du cycle du Nil, personnifié par le dieu Hâpy. Le Nil qui coule de l'Afrique équatoriale vers la Méditerranée apporte des eaux riches en matières organiques.

### La crue
La crue qui représente une montée du fleuve d'environ huit mètres, apporte aux sols voisins du fleuve l'humidité et le limon nécessaires aux cultures. Elle est décrite comme très aléatoire aussi des canaux sont creusés pour apporter l'eau le plus loin possible.

Selon Hérodote, 
« sa terre est noire et friable, car elle est faite du limon et des alluvions apportés d'Éthiopie par le fleuve. Certes, ces gens sont aujourd'hui, de toute l'espèce humaine en Égypte comme ailleurs, ceux qui se donnent le moins de mal pour obtenir leurs récoltes : ils n'ont pas la peine d'ouvrir les sillons à la charrue et de sarcler. Quand le fleuve est venu de lui-même arroser leurs champs et, sa tâche faite, s'est retiré, chacun ensemence sa terre et y lâche les porcs : en piétinant, les bêtes enfoncent dans la terre le grain et l'homme n'a plus qu'à attendre la moisson. »

### Le cycle
Le cycle du fleuve détermine le cycle des cultures et se retrouve dans l'organisation de l'année suivant le calendrier de l'Égypte antique (ou nilotique).
| Début de la crue | akhet  | repos                |
| Fin de la crue   | peret  | labours et semailles |
| Récolte          | chémou | moissons             |

### Les techniques d'irrigations
Outre les canaux, le chadouf fut introduit, en provenance de Mésopotamie vers -1450. On peut encore en voir aujourd'hui datant de la XVIIIe dynastie. Il s'agit d'un appareil à bascule servant à puiser l'eau d'un puits, d'un point d'eau ou d'un cours d'eau et était particulièrement utilisé dans les zones d'irrigation lors des crues du Nil.
Plus tard la vis d'Archimède sera aussi utilisée pour remonter l'eau.
Sous la période Perse ou Romaine, les Égyptiens utilisaient également des saqias, dispositifs formés de deux roues. La première roue, dont l'axe central repose à la fois sur un mur et retenu de l'autre côté par un harnais, est animée par un animal aux yeux bandés. La seconde roue, partiellement immergée et munie de godets, animée par l'autre roue, renverse l'eau dans des canaux ou des citernes.

## Les oasis
Le désert Libyque comprend quelques oasis qui ont également été cultivées. Le vin des oasis notamment était populaire.

### Les techniques d'irrigation
Outre les techniques utilisées pour irriguer les terres proches du Nil, on relève l'utilisation d'un qanat construit au VIe siècle à Ayn Manawir dans l'oasis d'Al-Kharga.

## Les cultures

### Les céréales
Les principales céréales cultivées sont :
- l'avoine
- le blé
- l'orge
- le sorgo en Haute-Égypte.

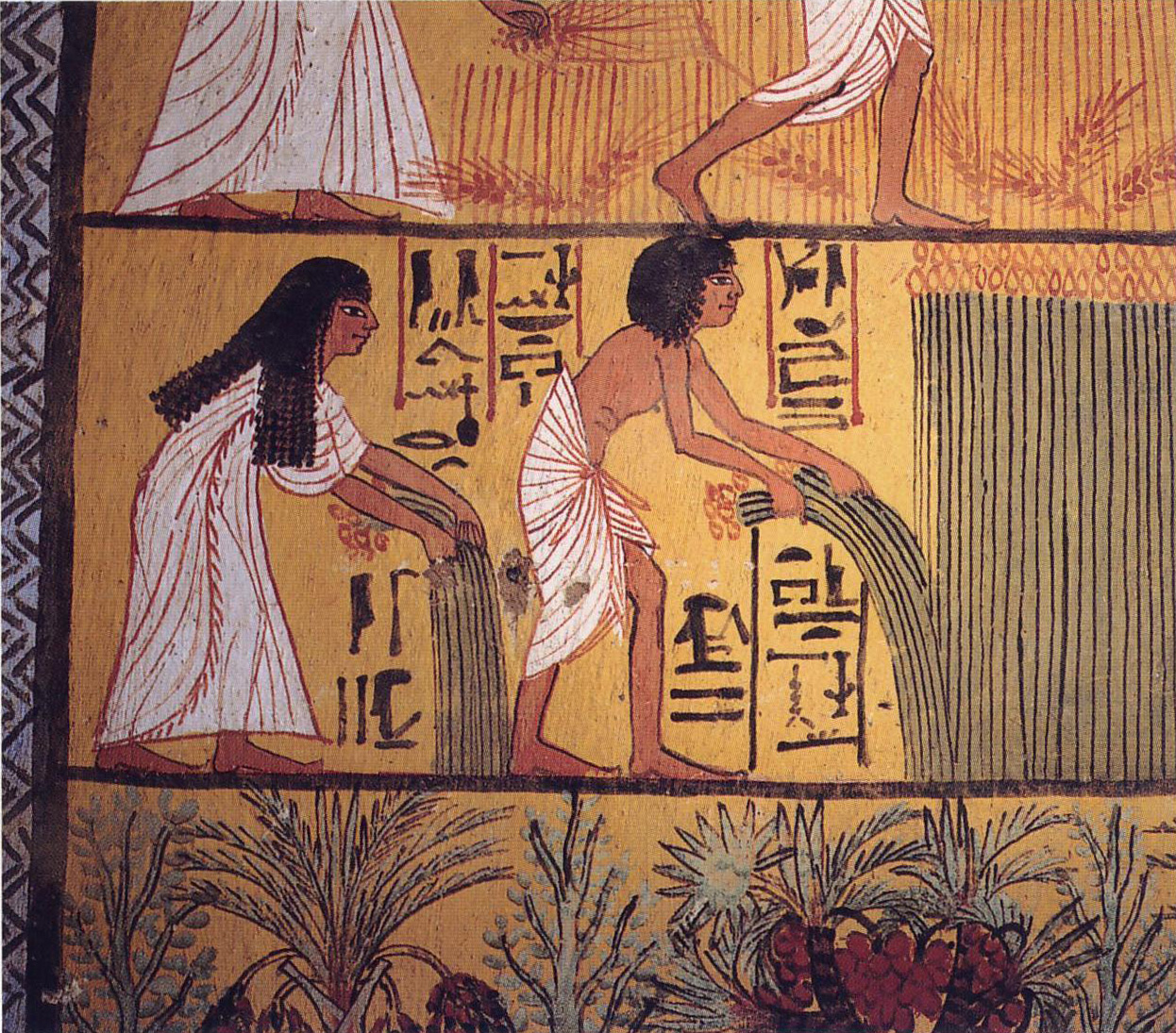
Moisson des céréales, Deir el-Médineh.
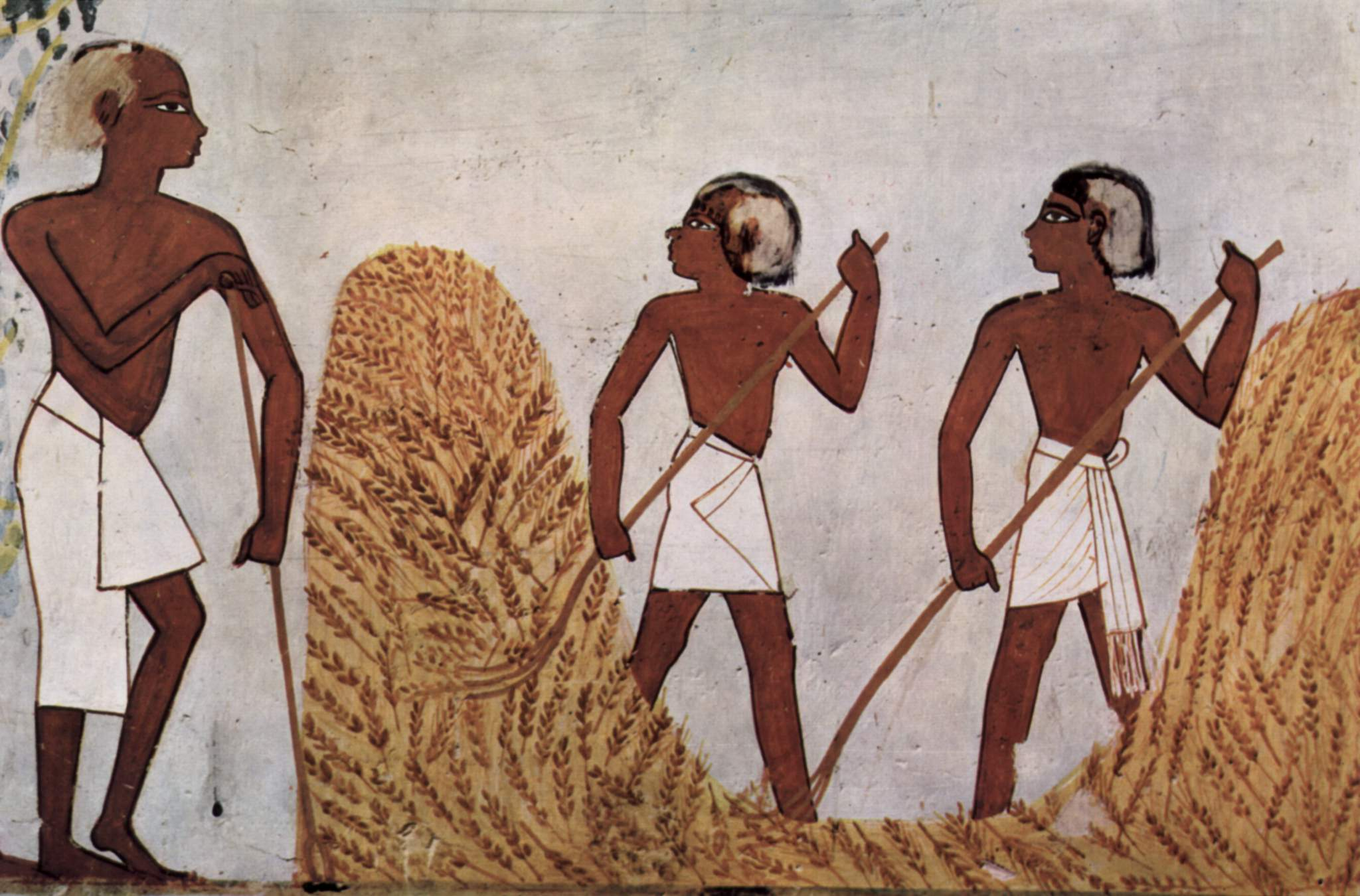
Moisson des céréales - Tombeau de Menna
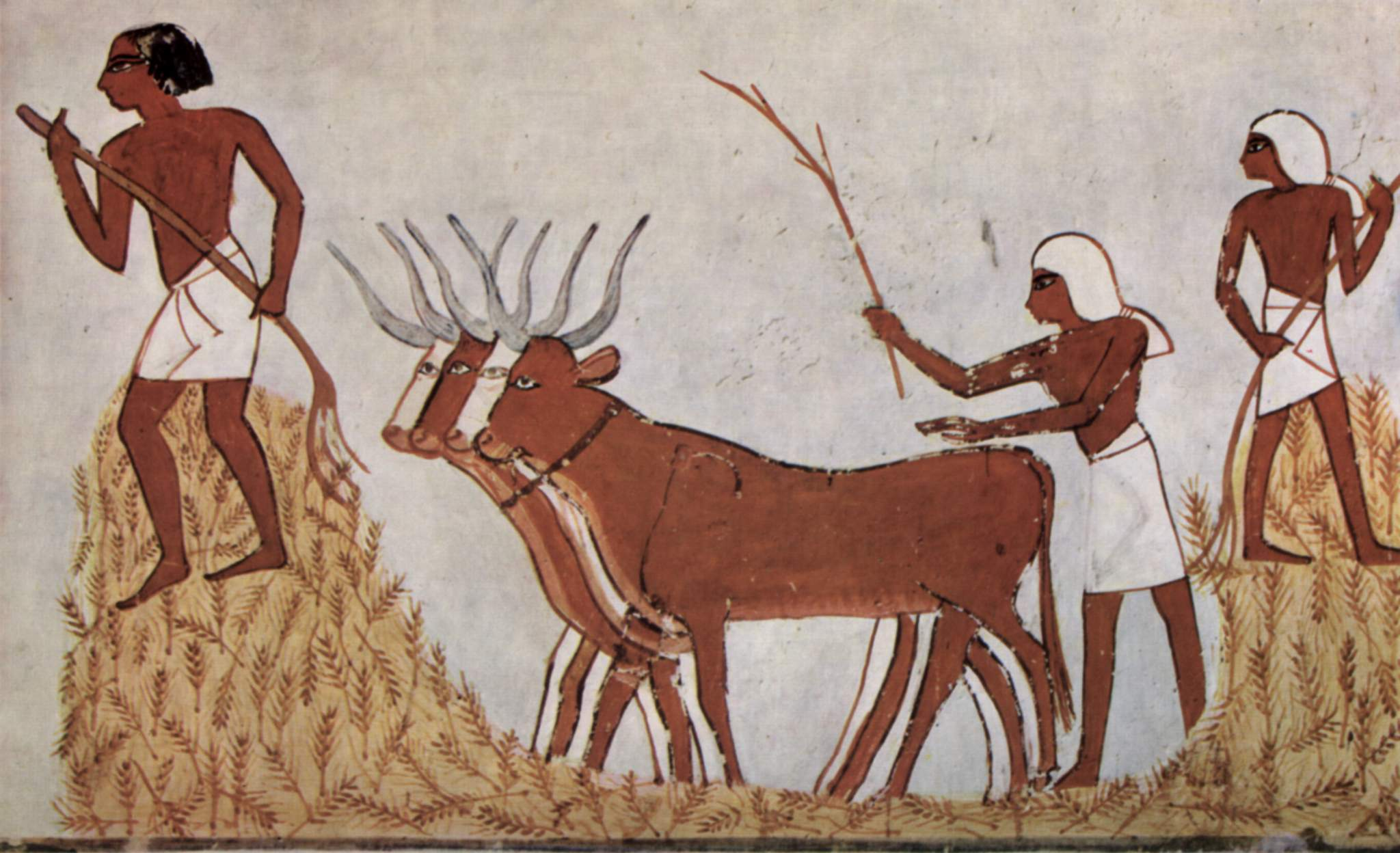
Moisson des céréales - Tombeau de Menna
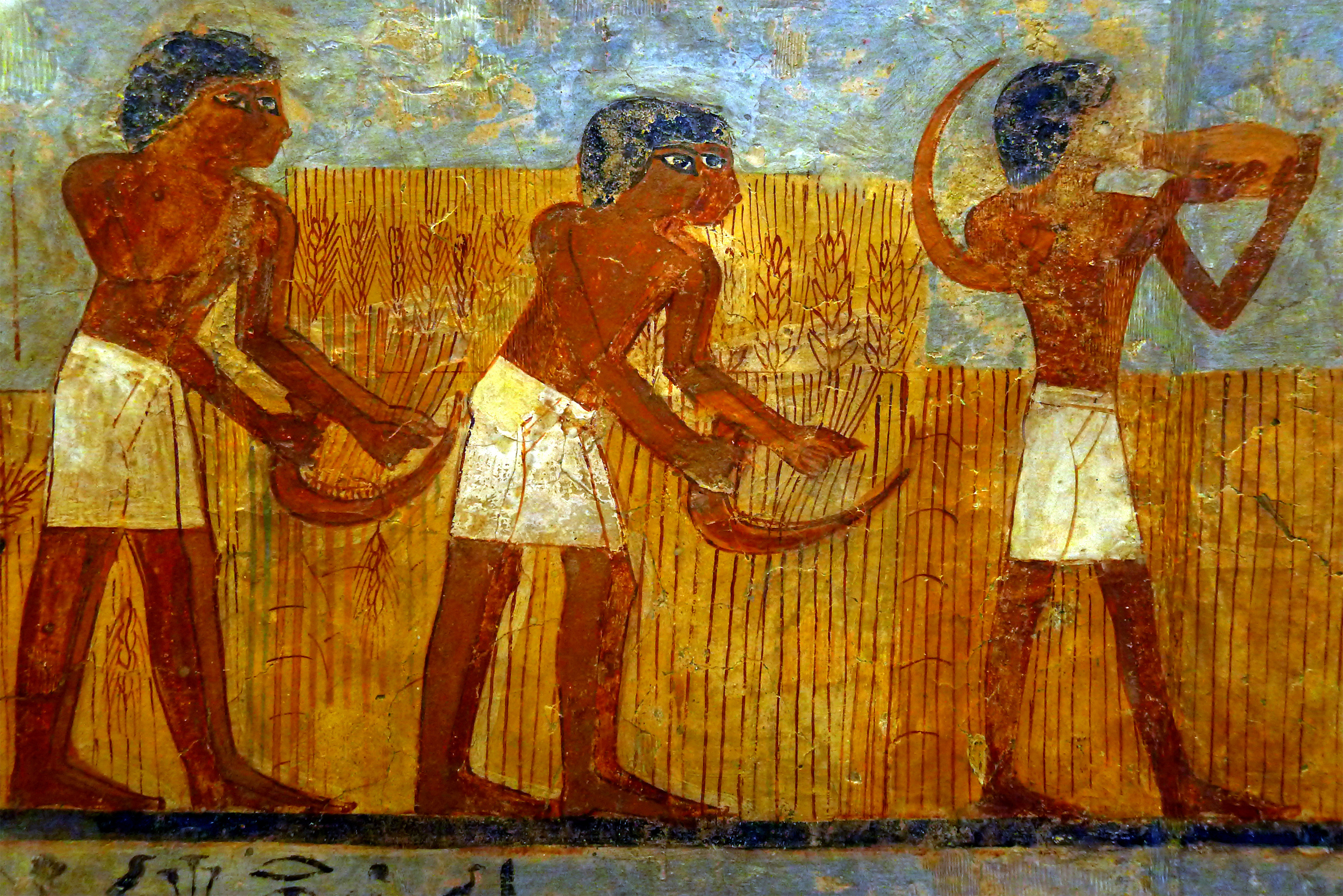
Détail de la peinture murale de la tombe d'Ounsou - Musée du Louvre

#### La bière
Connue dès l'époque prédynastique, la « zythum » (dont la traduction littérale est vin d'orge) fut très appréciée des Égyptiens. Selon la légende, le brassage fut enseigné par le dieu Osiris, symbole de l'agriculture, et bénéficiait de la protection d'Isis, la déesse de l'orge. Ramsès II, que l'on surnommait le pharaon brasseur, contribua positivement à l'implantation durable de la bière et à la pérennité des toutes premières brasseries. À cette époque, le moût était mis à fermenter dans des pots de terre semi-enterrés.
En plus de ses qualités nutritionnelles, la bière était également utilisée de façon médicale contre les migraines et certaines infections. Les femmes l'utilisaient comme produit de beauté pour leur peau.

### Les autres plantes
- Le papyrus servait à l'écriture pour les Égyptiens ainsi que comme matériau de construction.
- lin
- roseaux

### Les légumes
- les lentilles
- les fèves
- les oignons
- les concombres
- les melons

### Les fruits
- les dattes
- les figues

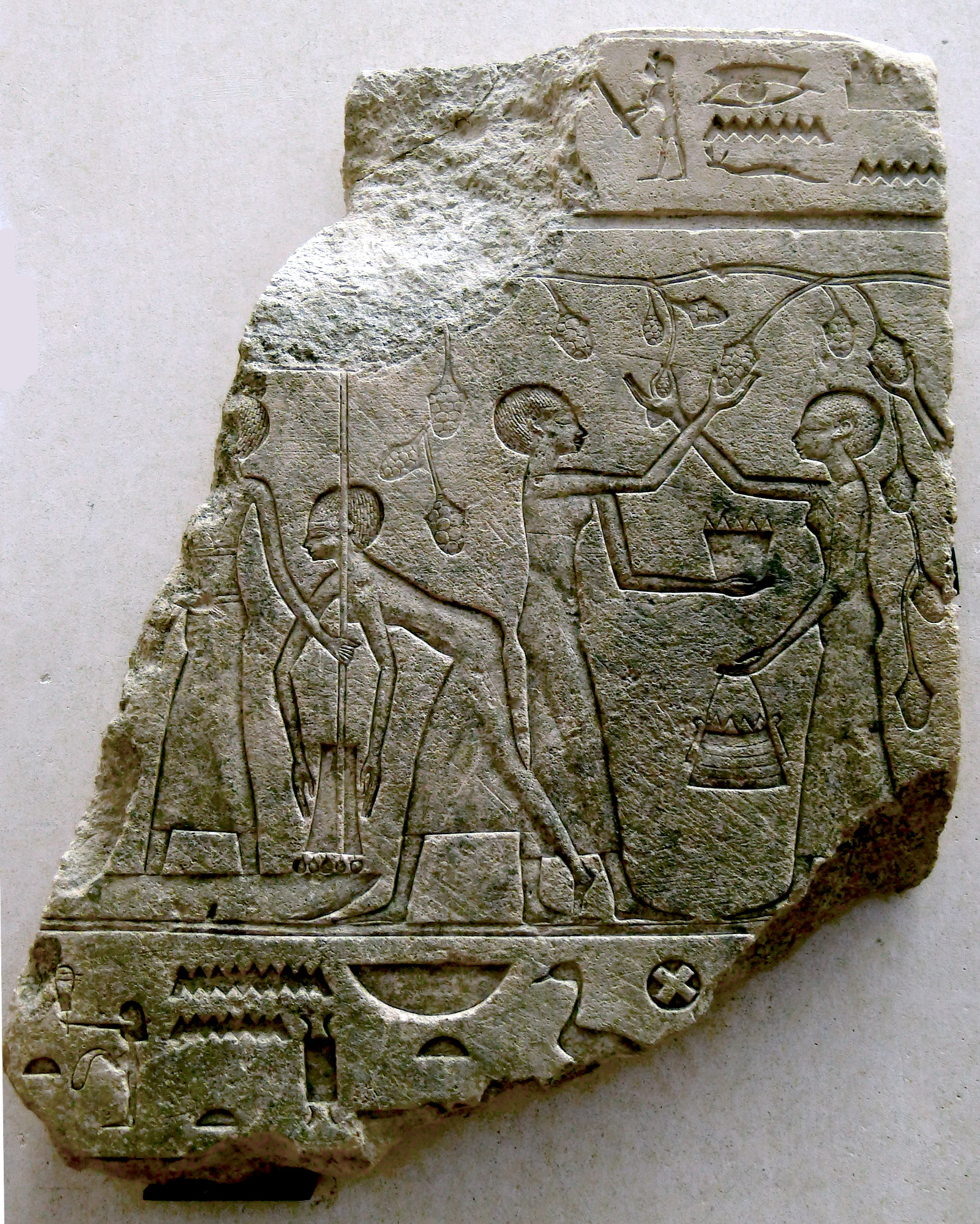
Les vendanges dans l'Égypte antique - Musée du Louvre

- les caroubes, riche en sucre, fruits du caroubier
- Aux environs de -2300 l'olivier arrive en Égypte, et Isis a le pouvoir d'enseigner sa culture aux hommes.

#### La vigne
On ne peut fixer avec certitude le moment où l'Homme domestiqua la vigne. Ce dont on est certain, c'est que 3500 ans avant notre ère, la vigne est cultivée en Égypte, comme en témoignent les coupes dans lesquelles on offrait du vin aux dieux ainsi qu'un bas-relief découvert à Thèbes où sont représentés deux paysans cueillant des grappes de raisin selon une méthode identique à celle des viticulteurs actuels.
Le vin était connu de la civilisation égyptienne, 2700 ou 3000 ans avant notre ère, comme le prouvent les grands vases (pithos) découverts dans les souterrains du palais de Cnossos, en Crète, pays avec lequel les égyptiens commerçaient.
Les vignes se trouvaient à l'ouest du delta du Nil. Indispensable au rituel copte, le vin a continué à être produit lors de la domination musulmane.

## Les fleurs

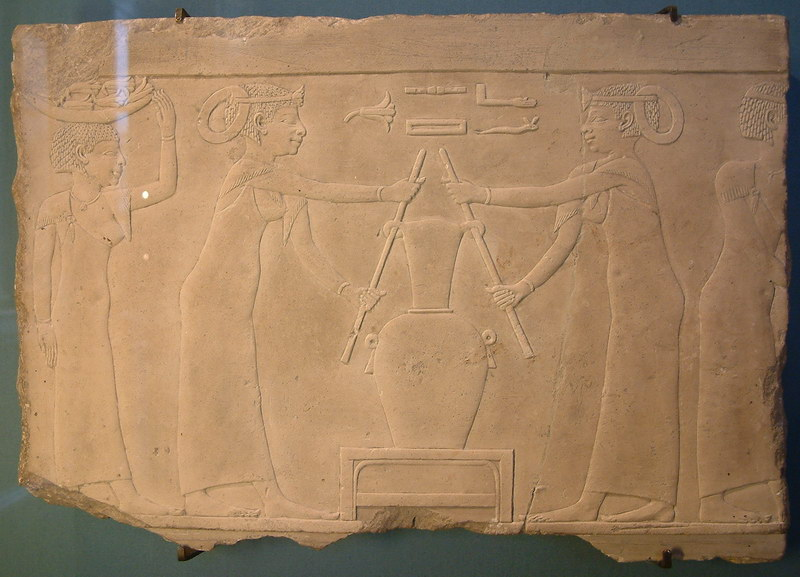
Préparation du parfum de lys

Les fleurs étaient cultivées dans un but décoratif, pharmaceutique et cosmétique.
Les monuments pharaoniques étaient décorés de motifs de fleurs reflétant l'intérêt des anciens Égyptiens à la culture et à la protection des fleurs.

### La fleur du lotus
Cette fleur a une longue tige et plusieurs pétales ; haut de quinze à trente centimètres, le lotus renferme une matière colorante, utilisée en médecine pour calmer les inflammations. Elle est l'emblème de l'armée égyptienne moderne.

### La fleur du papyrus
Le Cyperus papyrus est une plante ombellifère qui pousse dans les marécages du delta du Nil. C'est une plante toujours verte, et les bouquets de fleurs de papyrus étaient offerts dans les temples comme offrande au dieu car ses fleurs ressemblent au disque solaire. Le papyrus est utilisé dans la fabrication  d'un support d'écriture.

## Le miel
Le miel était alors le seul moyen de sucrer. Il servait pour l'alimentation et pour la pharmacie (peut-être au maquillage).

## L'élevage
Les animaux domestiques sont :
- le mouton
- la chèvre
- le bœuf
- le porc
- l'âne
- les animaux de basse-cour.

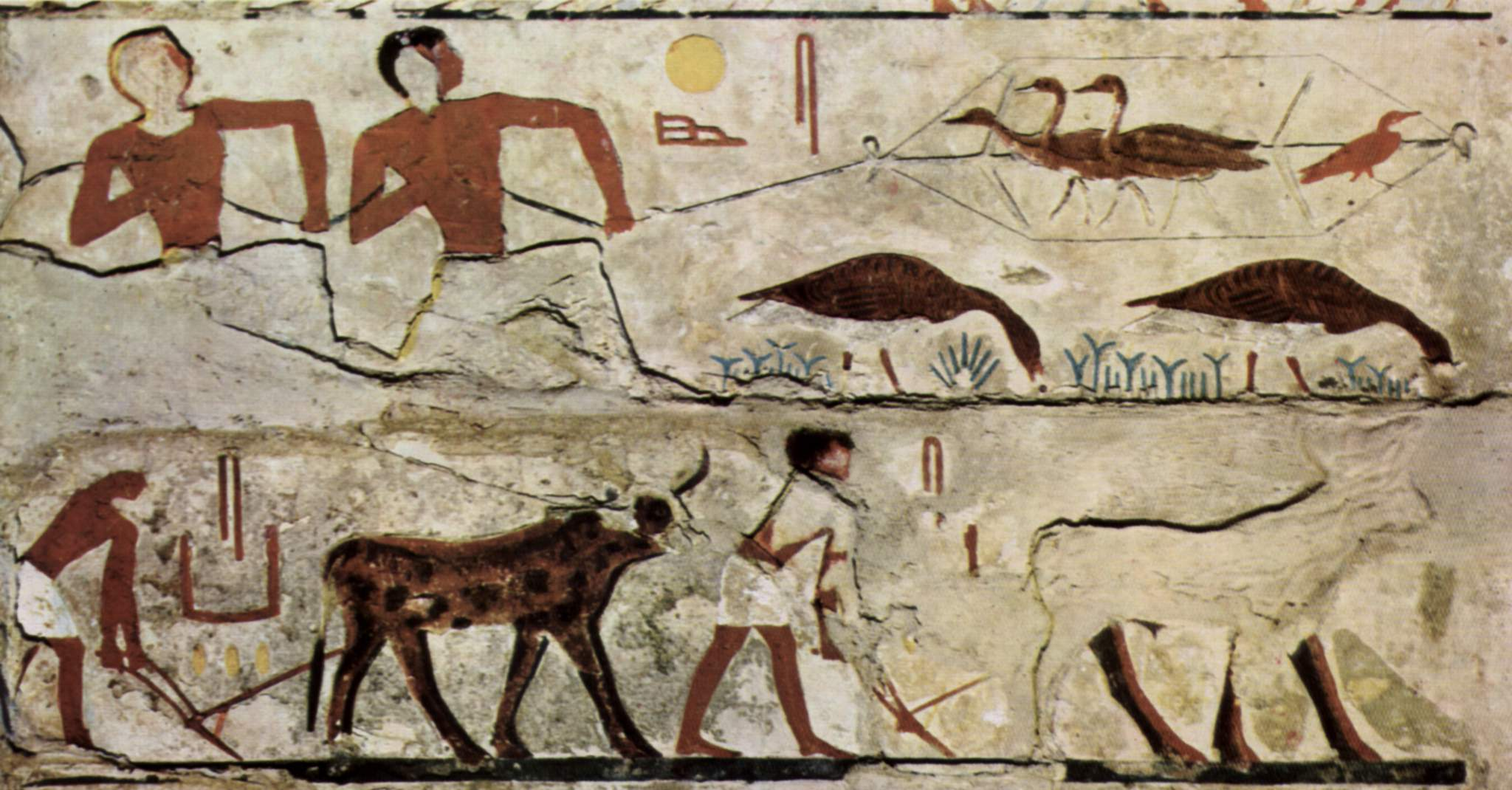
Capture d'oiseaux et labourage du champ

Il semble que dans les débuts les Égyptiens aient tenté d'élever d'autres animaux comme des antilopes, des bouquetins, des oryxs, bubales.

## Les outils agricoles
Les outils utilisés sont :
- La houe
- L'araire attelé aux cornes des bœufs dans un premier temps.
- La faucille

## Les paysans

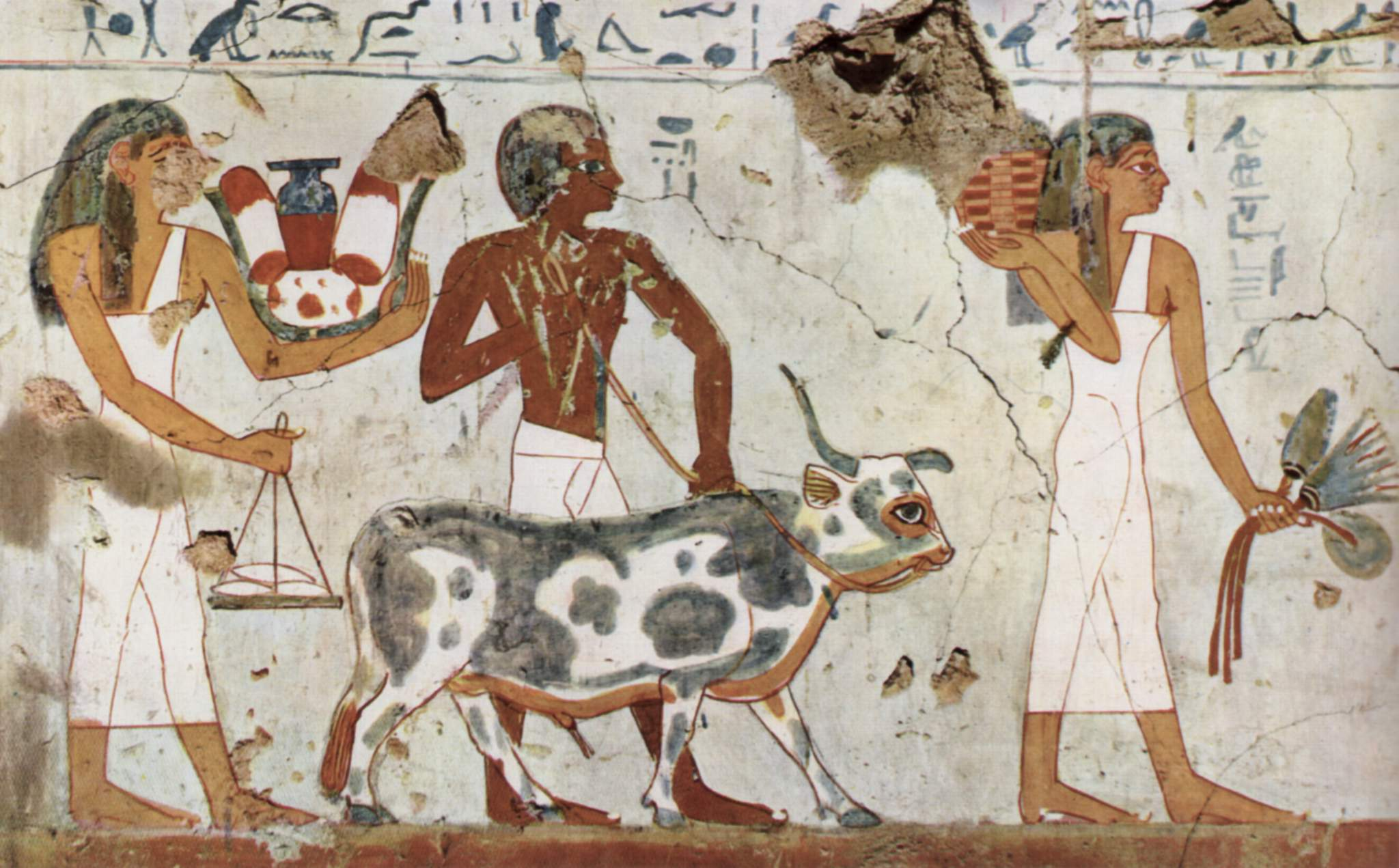
Offrandes

Les paysans forment la classe la plus nombreuse, mais ils sont méprisés par le reste de la société, même si l'agriculture est l'un des principaux soucis des Égyptiens.
Durant la période de l'inondation, les paysans travaillaient à de grands projets comme la construction d'une pyramide.
Il faut souligner la désuétude des outils des paysans de l'époque, tous en bois ou en pierre. La houe pour labourer, l'araire pour fendre la terre, la faucille en bois munie d'une lame de silex, ou la faucille en bronze à partir du Moyen Empire, pour faucher le blé.

## Les famines
Les trop faibles ou fortes crues mettent en péril la production agricole et entraînent la disette voire la famine. Pour pallier ces crises, des réserves de céréales seront mises en place. La famine la plus connue est celle qui dura sept ans[réf. nécessaire] sous Djéser.